# Sephena tagosa
Sephena tagosa är en insektsart som beskrevs av Medler 2000. Sephena tagosa ingår i släktet Sephena och familjen Flatidae. Inga underarter finns listade i Catalogue of Life.